# Carpinus tsaiana
Carpinus tsaiana ist ein großer Baum aus der Gattung der Hainbuchen (Carpinus) mit purpurroten, verkahlenden Zweigen und bis auf die Blattadern kahle Laubblätter, die auf der Oberseite dicht mit punktförmigen Drüsen bedeckt sind. Das natürliche Verbreitungsgebiet der Art liegt in China.

## Beschreibung
Carpinus tsaiana ist ein bis zu 30 Meter hoher Baum mit rissiger, grauer Rinde. Die Zweige sind purpurrot und verkahlend. Die Laubblätter haben einen etwa 1,5 Zentimeter langen, kahlen oder spärlich zottig behaarten Stiel. Die Blattspreite ist 7 bis 14 Zentimeter lang, 4,5 bis 6 Zentimeter breit, elliptisch, länglich, länglich-lanzettlich oder eiförmig-lanzettlich, mit zugespitztem Ende, herzförmiger oder stumpf herzförmiger Basis und einem unregelmäßig doppelt fein gesägten Blattrand. Es werden 14 bis 16 Nervenpaare gebildet. Die Blattoberseite ist kahl und dicht mit punktförmigen Drüsen bedeckten, die Unterseite ist entlang den Blattadern spärlich zottig behaart und hat Achselbärte.
Die weiblichen Blütenstände sind 10 bis 14 Zentimeter lang. Die Blütenstandsachse ist etwa 3 Zentimeter lang und kahl. Die Tragblätter sind 2,5 bis 3 Zentimeter lang, 1,5 bis 1,8 Zentimeter breit, breit „halb-eiförmig“ mit spitzem oder zugespitztem Ende. Der äußere Blattrand ist grob gezähnt bis gelappt ohne basalen Lappen; der innere Teil ist ganzrandig oder entfernt fein gesägt mit einem eingerollten basalen Blattöhrchen. Die Blätter haben fünf Blattadern erster Ordnung. Die netzartig angeordneten Adern sind deutlich sichtbar. Als Früchte werden 5 bis 6 Millimeter lange, dreieckig-eiförmige bis breit eiförmige, deutlich gerippte und an der Spitze dicht zottig behaarte Nüsschen mit orangefarbenen Harzdrüsen gebildet. Carpinus tsaiana blüht von Mai bis Juni, die Früchte reifen von Juli bis September.

## Vorkommen und Standortansprüche
Das natürliche Verbreitungsgebiet liegt im Südwesten der chinesischen Provinzen Guizhou und im Südosten von Yunnan. Die Art wächst in subtropischen Wäldern in 1200 bis 1500 Metern Höhe.

## Systematik
Carpinus tsaiana ist eine Art aus der Gattung der Hainbuchen (Carpinus). Diese wird in der Familie der Birkengewächse (Betulaceae) der Unterfamilie der Haselnussgewächse (Coryloideae) zugeordnet. Die Art wurde 1948 von Hu Xiansu erstmals wissenschaftlich beschrieben. Der Gattungsname Carpinus stammt aus dem Lateinischen und wurde schon von den Römern für die Hainbuche verwendet.

## Nachweise